# Małyja Harochawiszczy
Małyja Harochawiszczy (biał. Малыя Гарохавішчы; ros. Малые Гороховищи, Małyje Gorochowiszczi; hist. pol. Horochowiszcze) – wieś na Białorusi, w obwodzie mińskim, w rejonie dzierżyńskim, w sielsowiecie Dobryniewo.

## Historia
Do 1991 w Związku Sowieckim. W latach 1932–1937 w Polskim Rejonie Narodowym im. Feliksa Dzierżyńskiego. Od 1991 w niepodległej Białorusi.